# Вантажний вагон

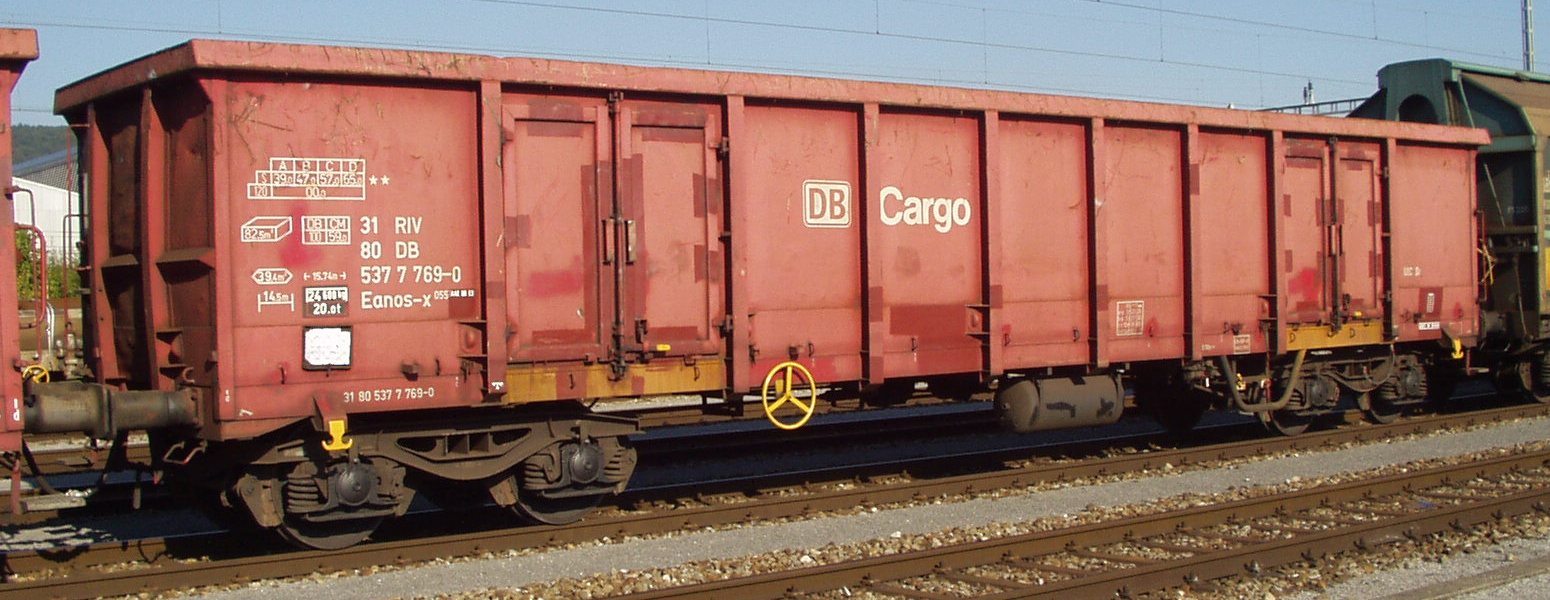
Вантажний вагон.

Ванта́жний ваго́н — залізничний вагон, який використовується для перевезення будь-яких вантажів. Інша назва — товарний вагон.

## Види вантажних вагонів
- Критий вагон
- Піввагон
- Думпкар
- Платформа
- Хопер
- Трансферкар
- Рефрижератор
- Цистерна
- Транспортер
- Цементовоз
- Зерновоз